# Clube DataRo de Ciclismo-Foz do Iguaçu/Saison 2011
Dieser Artikel listet Erfolge und Mannschaft des Radsportteams Clube DataRo de Ciclismo-Foz do Iguaçu in der Saison 2011 auf.

## Erfolge in der UCI America Tour
Bei den Rennen der  UCI America Tour im Jahr 2011 gelangen dem Team nachstehende Erfolge.
| Datum         | Rennen                                                   | Kat. | Fahrer        |
| ------------- | -------------------------------------------------------- | ---- | ------------- |
| 18. März      | 3. Etappe Giro do Interior de São Paulo                  | 2.2  | Renato Seabra |
| 13.–17. April | Gesamtwertung Volta Ciclística Internacional de Gravataí | 2.2  | Renato Seabra |

## Mannschaft
| Name                          | Geburtstag        | Nationalität | Team 2010                |
| ----------------------------- | ----------------- | ------------ | ------------------------ |
| Murilo Affonso                | 19. Juni 1991     | Brasilien    | Neoprofi                 |
| Rodrigo Araújo                | 30. Juli 1987     | Brasilien    | Neoprofi                 |
| André Coelho                  | 24. Juli 1991     | Brasilien    | Neoprofi                 |
| Rauny Gonçalves (bis 31.07.)  | 13. Juli 1991     | Brasilien    | Neoprofi                 |
| Daizon Mendes                 | 20. November 1981 | Brasilien    | Neoprofi                 |
| Gregolry Panizo               | 12. Mai 1985      | Brasilien    | Neoprofi                 |
| Cristian da Rosa              | 4. September 1987 | Brasilien    | Neoprofi                 |
| Renato dos Santos             | 31. Januar 1983   | Brasilien    | Neoprofi                 |
| Eduardo Sales                 | 13. Mai 1989      | Brasilien    | Neoprofi                 |
| Renato Seabra                 | 25. April 1978    | Brasilien    | Clube DataRo de Ciclismo |
| Felipe da Silva               | 15. November 1986 | Brasilien    | Neoprofi                 |
| Juliano da Silva (bis 31.07.) | 5. Juli 1981      | Brasilien    | Neoprofi                 |
| Alcides Vieira (ab 01.08.)    | 22. Dezember 1981 | Brasilien    | Neoprofi                 |
| Cleberson Weber (ab 01.08.)   | 19. August 1984   | Brasilien    | Neoprofi                 |

## Platzierungen in UCI-Ranglisten
UCI America Tour 2011
|      | Fahrer           | Punkte |
| ---- | ---------------- | ------ |
| 2.   | Gregolry Panizo  | 179    |
| 7.   | Renato Seabra    | 123    |
| 84.  | Cleberson Weber  | 30     |
| 183. | Felipe da Silva  | 13     |
| 234. | Cristian da Rosa | 10     |
| 326. | Rodrigo Araújo   | 5      |